# Ernst-Anton von Krosigk
Pour les articles homonymes, voir Krosigk.
Ernst-Anton von Krosigk (5 mars 1898 à Potsdam – 16 mars 1945 à Kandau) est un General der Infanterie allemand qui a servi au sein de la Wehrmacht dans la Heer pendant la Seconde Guerre mondiale.
Il a été décoré de la croix de chevalier de la croix de fer avec feuilles de chêne. Cette décoration, ainsi que son grade supérieur, les feuilles de chêne, sont attribués pour récompenser un acte d'une extrême bravoure sur le champ de bataille ou un commandement militaire avec succès.

## Biographie
Ernst-Anton von Krosigk est tué dans une attaque aérienne par les forces soviétiques le 16 mars 1945 dans la poche de Courlande.

## Décorations
- Croix de fer (1914)
  - 2e classe (25 septembre 1916)
  - 1re classe (12 septembre 1918)
- Insigne des blessés (1914)
  - en noir
- Croix d'honneur en 1934
- Médaille des Sudètes
- Agrafe de la croix de fer (1939)
  - 2e classe (20 mai 1940)
  - 1re classe (19 juin 1940)
- Croix allemande en or (9 août 1942)
- Croix de chevalier de la croix de fer avec feuilles de chêne
  - Croix de chevalier le 12 février 1944 en tant que Generalmajor et commandant de la 1. Infanterie Division[1]
  - 827e feuilles de chêne le 12 avril 1945 (à titre posthume) en tant que General der Infanterie et commandant du XVI.Armeekorps[2]
- Mentionné dans la revue Wehrmachtbericht (21 mars 1944)